# Soy el único
«Soy el único» es una canción grabada e interpretada por el trío estadounidense de música regional mexicana Yahritza y su Esencia. Fue escrita en su totalidad por Yahritza Martínez —vocalista y guitarrista del trío— y producida por Ramón Ruíz. Se lanzó el 25 de marzo de 2022 como el sencillo debut del grupo y como el sencillo líder de su primer EP Obsessed (2022), a través de la disquera independiente Lumbre Music, de la que Ruíz es fundador.
La canción logró ser número uno en la lista Hot Latin Songs en Estados Unidos, número 29 en la Global 200 y número 20 en la lista Billboard Hot 100 en Estados Unidos, lo que la convirtió en su momento como la posición más alta para una canción de ese género, logro que un año después lo tomaría la canción «Ella baila sola» de Eslabón Armado y Peso Pluma.
El sencillo fue certificado platino por la RIAA en Estados Unidos tras vender 600 mil copias en el país. En diciembre de 2022, la revista Rolling Stone la nombró entre las 100 mejores canciones de ese año, dándole la posición número 12.
En 2023, ganó el premio a Canción Sierreña del Año en los Premios Lo Nuestro, obteniendo el grupo así el primer galardón de su carrera.

## Posicionamiento en listas
| Lista (2022)                       | Mejor posición |
| ---------------------------------- | -------------- |
| Estados Unidos (Billboard Hot 100) | 20             |
| Estados Unidos (Hot Latin Songs)   | 1              |
| Global 200 (Billboard)             | 29             |
| México (Mexico Songs)              | 12             |

| Lista (2022)                             | Posición |
| ---------------------------------------- | -------- |
| Rolling Stone The 100 Best Songs of 2022 | 12       |

## Certificaciones
| País           | Organismo certificador | Certificación     | Ventas certificadas | Ref.  |
| -------------- | ---------------------- | ----------------- | ------------------- | ----- |
| Estados Unidos | RIAA                   | Diamante (Latino) | 600 000             | [ 4 ] |

## Premios y nominaciones
| Premio             | Año  | Categoría                | Resultado | Ref.  |
| ------------------ | ---- | ------------------------ | --------- | ----- |
| Premios Lo Nuestro | 2023 | Canción Sierreña del Año | Ganador   | [ 6 ] |